# Parque Estadual do Turvo
O Parque Estadual do Turvo é uma unidade de conservação brasileira de proteção integral da natureza localizada no noroeste do estado do Rio Grande do Sul, município de Derrubadas, junto ao rio Uruguai, fazendo divisa com o estado de Santa Catarina e a província argentina de Misiones.
Criado através do Decreto estadual n° 2.312, de 11 de março de 1947, Turvo foi o primeiro parque criado no Rio Grande do Sul. A área do parque é de 17 492 ha, sendo que a principal atração é o Salto do Yucumã, a maior queda d'água longitudinal do mundo, com 1 800 m de extensão e até 20 m de altura.

Galeria de Fotos
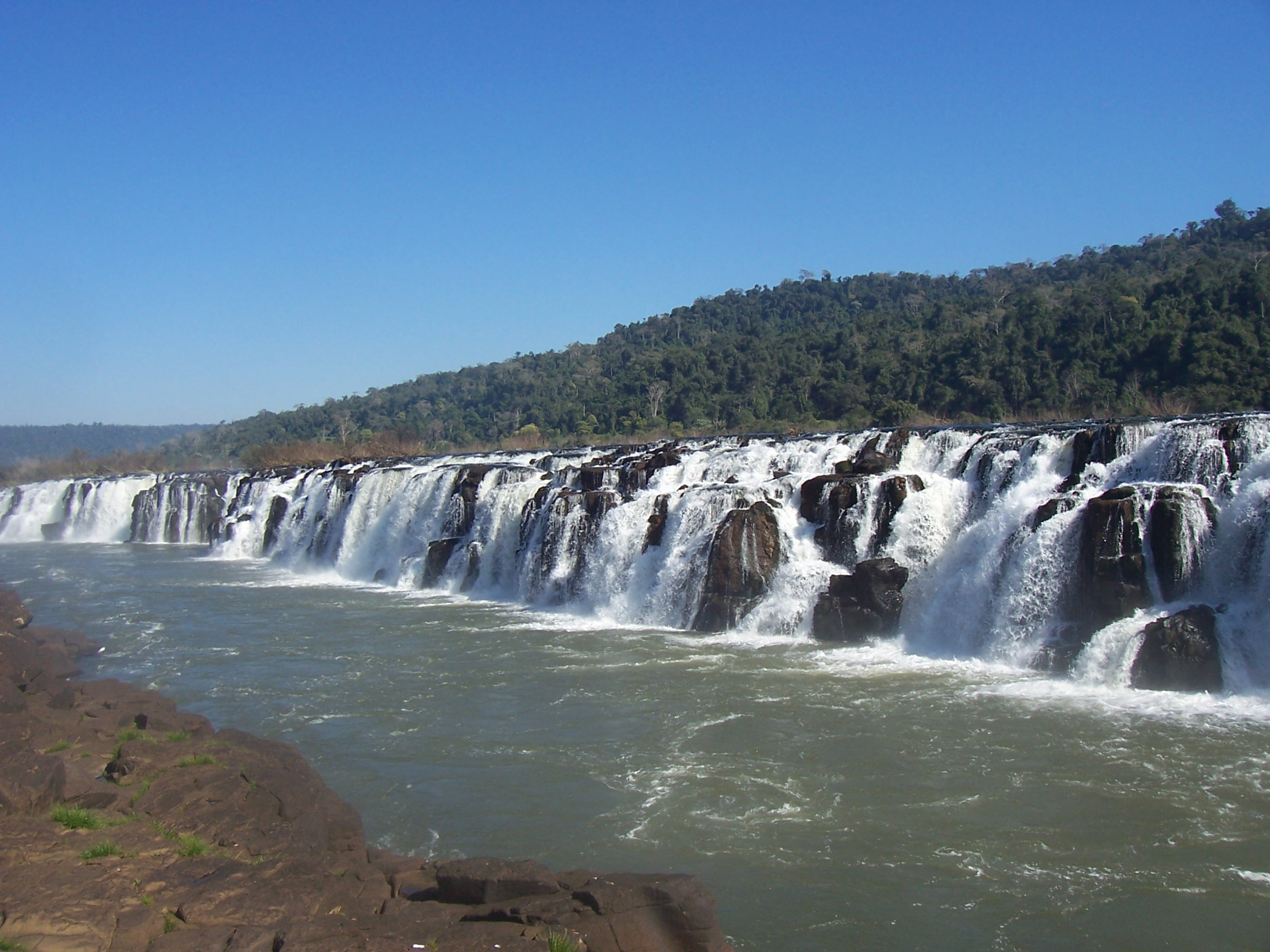
Salto do Yucumã
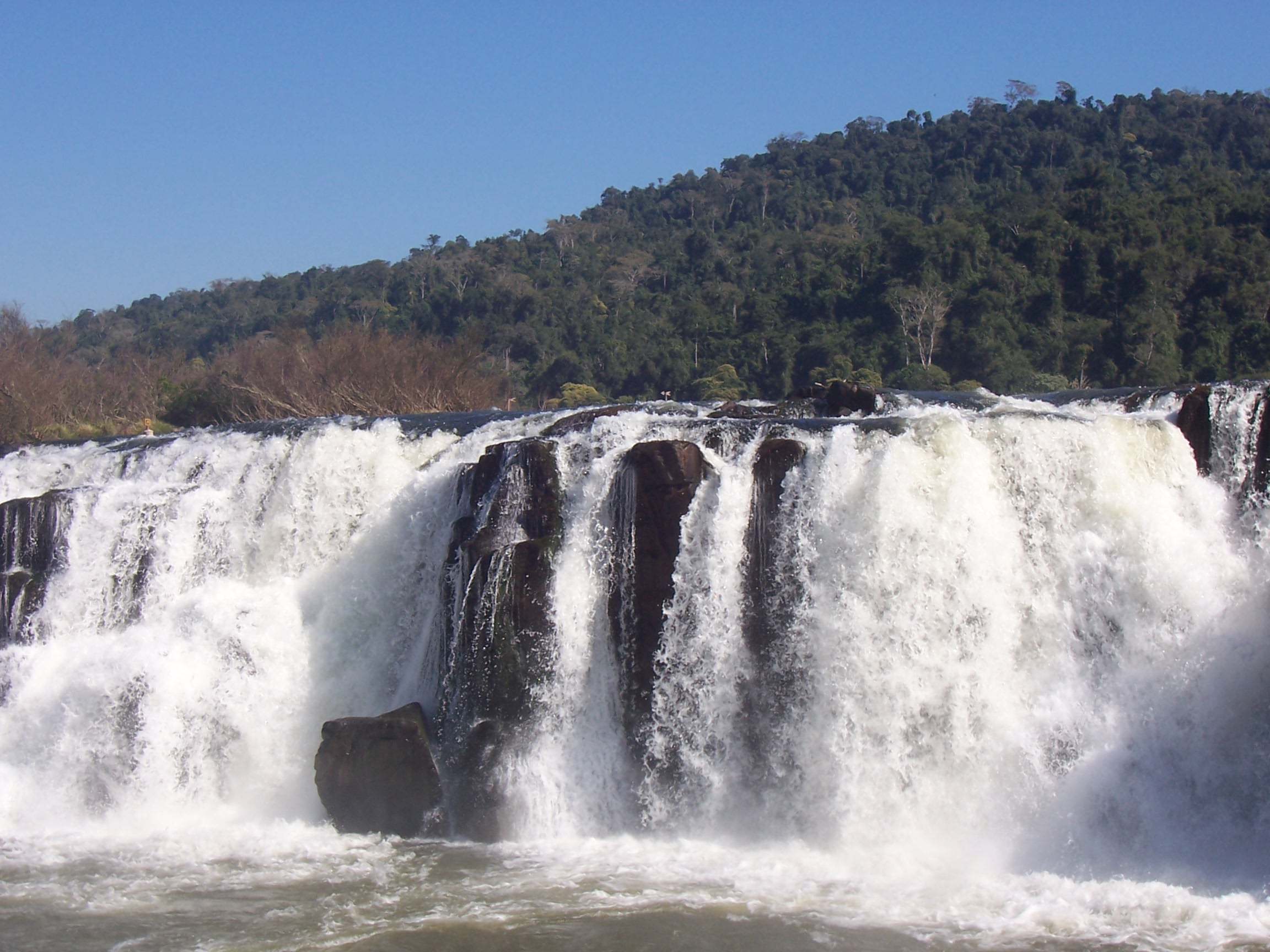
Salto do Yucumã
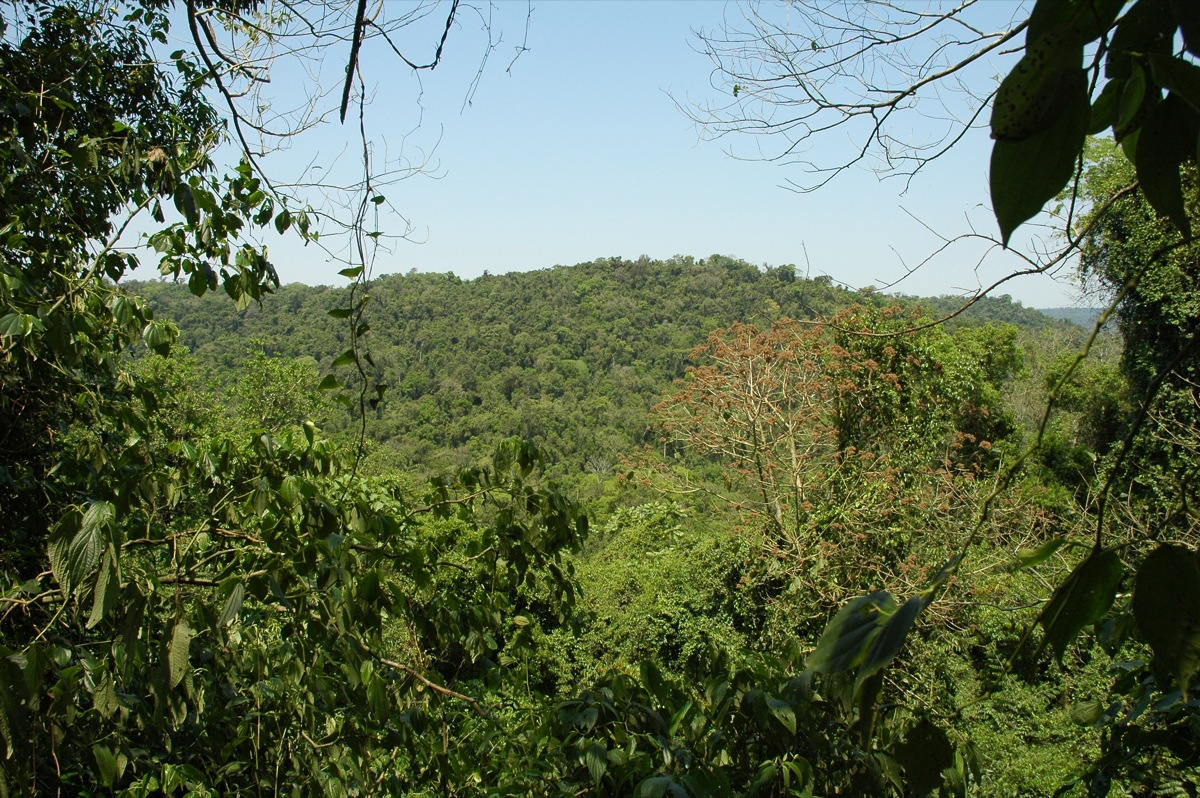
Vegetação do Parque Estadual